# Cemboing
Cemboing település Franciaországban, Haute-Saône megyében. Lakosainak száma 168 fő (2022. január 1.). Cemboing Barges, Blondefontaine, Jussey, Raincourt, Rosières-sur-Mance és Saint-Marcel községekkel határos.

## Népesség
A település népességének változása:
| Lakosok száma | 205  | 190  | 186  | 180  | 177  | 174  | 172  | 170  | 168  |
|               | 2013 | 2015 | 2016 | 2017 | 2018 | 2019 | 2020 | 2021 | 2022 |